# Alfie (Lily-Allen-Lied)
Alfie ist ein Lied der britischen Popsängerin Lily Allen. Der Song wurde am 5. März 2007 als vierte Singleauskopplung aus Allens Debütalbum Alright, Still veröffentlicht.

## Lied
Im Lied geht es um Allens Bruder Alfie Allen. Sie singt darüber, dass er die ganze Zeit nur in seinem Zimmer herumsäße und fernsehen würde, Videospiele spiele und zu faul zum Arbeiten sei.

“I only say it, ’cause I care

So, please, can you stop pulling my hair?”

Allen erzählte in einem Interview mit Pitchfork Media, dass sie, als sie Alfie schrieb, noch relativ unbekannt war. „Zuerst regte sich mein Bruder sehr auf, als er den Song hörte, weil er dachte, dass ich nur seine schlechten Punkte zeigen wolle. Ich fand es eigentlich schmeichelhaft. Immerhin wollte ich ihm mit dem Song doch nur zeigen, dass ich auf ihn aufpasse, mich um ihn sorge und dass er etwas aus seinem Leben machen soll.“

“When I wrote Alfie, nobody really knew who I was. At first he was really upset about it, because he thought that I was just pointing out all of his bad points and attacking him. I thought it was really flattering [Laughs]. I thought he’d be really, really happy because it proved to him how much I loved him, that I care about him, and I want him to do something with his life. I suppose his paranoia — induced by smoking so much weed — made him think, ‚Why are you trying to be mean?‘”

## Musik
Das Lied ist einem 4⁄4-Takt geschrieben und hat ein Tempo von 120 beats per minute. Es ist in C-Dur gehalten und wird von einem Piano und Gitarre begleitet. Alfie verwendet ein Sample von Sandie Shaws Lied Puppet on a String, das 1967 den Eurovision Song Contest gewann.

## Musikvideo
Das Musikvideo zu Alfie wurde von Sarah Chatfield als Parodie beziehungsweise Hommage an die Zeichentrickserie Tom und Jerry gedreht. Alfie wird von einer Puppe gespielt, während Allen als sie selbst auftritt. Während „Alfie“ im Video nur Unsinn anstellt, zum Beispiel einen Joint raucht oder versucht zu masturbieren, versucht Allen ihn davon abzuhalten. In einer Alternativversion des Videos wurden die Worte „weed“ („Gras“) und „THC“ herausgeschnitten. Die Pfeife im Video wurde durch einen Joystick ersetzt. Beim „masturbieren“ wurde ein „Censored“-Schild eingefügt. Das Video gewann im Juni 2007 die CAD-Awards für das Best Pop Video und den Best New Director. Es wurde außerdem als Best Video für den Q Award nominiert, verlor aber gegen Ruby von Kaiser Chiefs.

## Rezeption
Rosie Swash von der Tageszeitung The Guardian beschrieb die Musik des Liedes als „aufgedonnerte Kirmesmusik“ (“fairground pomp”). Rob Webb von Drowned in Sound meinte, dass "Alfie" den Mangel an Witz und Einfallsreichtum einiger vorhergehenden Lieder des Albums ausgleiche.
Sal Cinquemani vom Slant Magazine lobte die Produktion von Alfie als genauso gut wie Shame for You, mit einer Menge griffigen Melodien und geschickten Samples (“plenty of catchy melodies and clever samples”), aber beklagte, dass Allen Charisma fehle. Heather Phares von Allmusic gab dem Lied eine negative Bewertung und bemängelte, dass es als Abschluss des Albums zu schwach sei, so dass das Album am Ende an Fahrt verliere.

## Kommerzieller Erfolg

### Chartplatzierungen
Alfie wurde in Großbritannien gemeinsam mit dem Song Shame for You als Doppel-Single veröffentlicht und stieg dort gemeinsam auf Platz 15.
| ChartsChartplatzierungen     | Höchstplatzierung | Wochen |
| ---------------------------- | ----------------- | ------ |
| Vereinigtes Königreich (OCC) | 15 (11 Wo.)       | 11     |

### Auszeichnungen für Musikverkäufe
| Land/Region                  | Auszeichnungen für Musikverkäufe (Land/Region, Auszeichnung, Verkäufe) | Verkäufe |
| ---------------------------- | ---------------------------------------------------------------------- | -------- |
| Vereinigtes Königreich (BPI) | Silber                                                                 | 200.000  |
| Insgesamt                    | 1× Silber ·                                                            | 200.000  |